# Inline hokej
Inline hokej je hokejaški sport sličan hokeju na koturaljkama. Razlika je u tome da se u inline hokeju lopta udara u pak (nema dodira igrača), dok se u hokeju na koturaljkama udara u palicu i blokira tijelom. Također se koriste inline koturaljke. Tim se sastoji od 4 igrača u polju i 1 vratara.
37 država ima reprezentacije u inline hokeju, uključujući i Hrvatsku koja je na svom prvom svjetskom prvenstvu 2011. osvojila 13. mjesto. Okosnica hrvatske reprezentacije je IHK Kuna koji igra u Športskom centru Kuna uz klizalište Zagrebačkog velesajma. U reprezentativnom inline hokeju dominira reprezentacija SAD-a. Od 18 zlatnih odličja na svjetskim prvenstvima samo četiri nisu osvojile SAD, dok od 33 zlatna odličja na svjetskim prvenstvima za muškarce sva su osvojile reprezentativke Kanade, Češke ili SAD-a. Odličja na svjetskim prvenstvima osvajale su i Francuska, Italija i Švicarska.
Klubovi inline hokeja u Hrvatskoj su: Tapiri (Zagreb), Kune (Zagreb), IHK Dinamo (prvaci Hrvatske 2013.), KK Pula Inline, KHL Samobor Srake, IHK Flavijevci (Sisak), IHK Koprivnica i IHK Bura Zadar.
Hrvatska reprezentacija u inline hokeju je na Svjetskom prvenstvu divizije I koje se igralo 2015. u finskom Tampereu osvojila zlatno odličje pobjedom nad Australijom nakon produžetka rezultatom 5:4 te se plasirala u najviši natjecateljski razred. Ovo je najveći uspjeh hrvatskog reprezentativnog inline hokeja.